# Эттрих, Маттиас
Маттиас Эттрих (нем. Matthias Ettrich; род. 14 июня 1972 года в городе Битигхайм-Биссинген, Баден-Вюртемберг) — германский учёный-информатик, известный своим вкладом в проекты KDE и LyX (графический интерфейс LaTeX).

## Школа
Маттиас пошёл в школу Байльштайне, так как он жил со своими родителями в Оберстенфельде, недалеко от места, где он родился. Он получил аттестат в 1991 году. Эттрих учился на магистра вычислительной науки в институте Вильгельма Шиккарда в университете Эберхарда и Карла.

## Карьера
Сейчас Маттиас живёт в Берлине. Он работает на компанию Nokia в качестве главного архитектора.

## Проекты свободных программ
Эттрих основал и развил проект LyX в 1995 году, изначально задумывавшийся как университетский курсовой проект. LyX — графический интерфейс к LaTeX.
Так как главной целевой платформой LyX был Linux, он начал изучать различные способы улучшить графический пользовательский интерфейс, что в конечном счете привело его к проекту KDE. Эттрих основал KDE в 1996 году, когда он предложил в сети Usenet «совместимое, приятно выглядящее свободное окружение рабочего стола» [sic] для Unix-like систем, используя Qt как его инструментарий виджетов.
6 ноября 2009 года Маттиас Эттрих был награждён медалью ордена «За заслуги перед Федеративной Республикой Германия» за вклад в свободное программное обеспечение.